# Amarante du Sénégal
Lagonosticta senegala
Espèce
Statut de conservation UICN

 LC  : Préoccupation mineure
L'Amarante du Sénégal (Lagonosticta senegala) est une espèce de passereaux appartenant à la famille des Estrildidae.

## Description
Cet oiseau mesure environ 9 cm de longueur. Il présente un dimorphisme sexuel.
Le mâle a un plumage globalement cramoisi avec le bec rouge, les côtés de la poitrine légèrement tachetés de blanc et les ailes et la queue marron clair.
La femelle est brun gris avec un masque cramoisi, quelques taches blanches de chaque côté de la poitrine, les sus-caudales rougeâtres et la queue marron bordée de rouge.
Chez les deux sexes, les yeux sont marron et les pattes brun clair.

## Répartition
Cet oiseau vit en Afrique subsaharienne (rare en Afrique équatoriale).
L'Amarante du Sénégal figure aussi sur un timbre d'Algérie de 1976 sous le nom de cherchour qui désigne aussi le pinson. Introduit à Tamanrasset au milieu du XXes, il prolifère dans le Hoggar
C'est en effet une espèce largement exploitée par l'oisellerie mondiale : des milliers exportés du Sénégal vers les États-Unis dans les années 1980.
Au Sénégal, cette espèce est considérée comme un porte-bonheur, sous le nom de Ramatou ou Ramantu.

## Habitat
Cet oiseau vit dans les milieux cultivés et les villages.

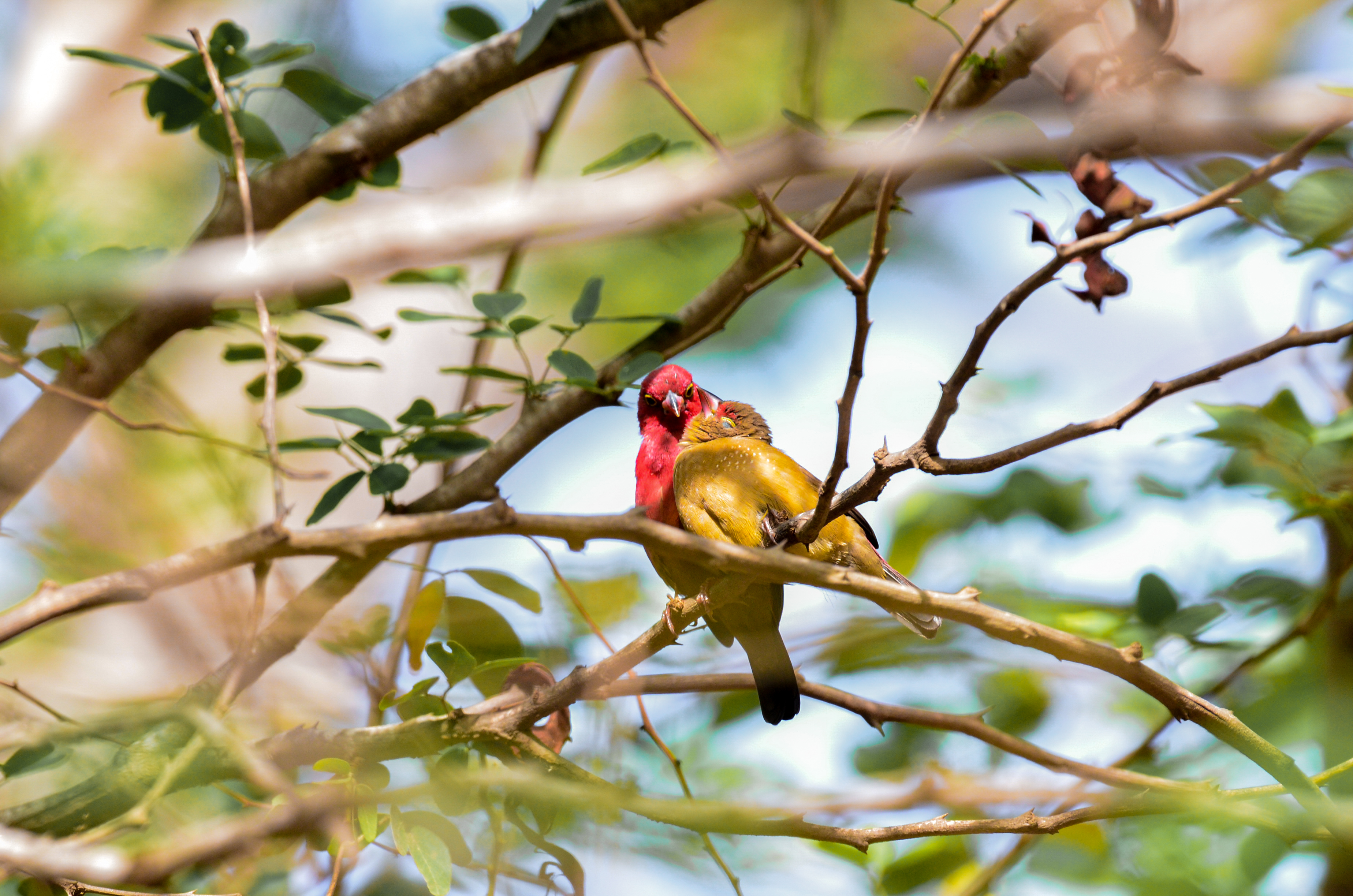
Amarante du Senegal Parc Forestier et Zoologique de Hann

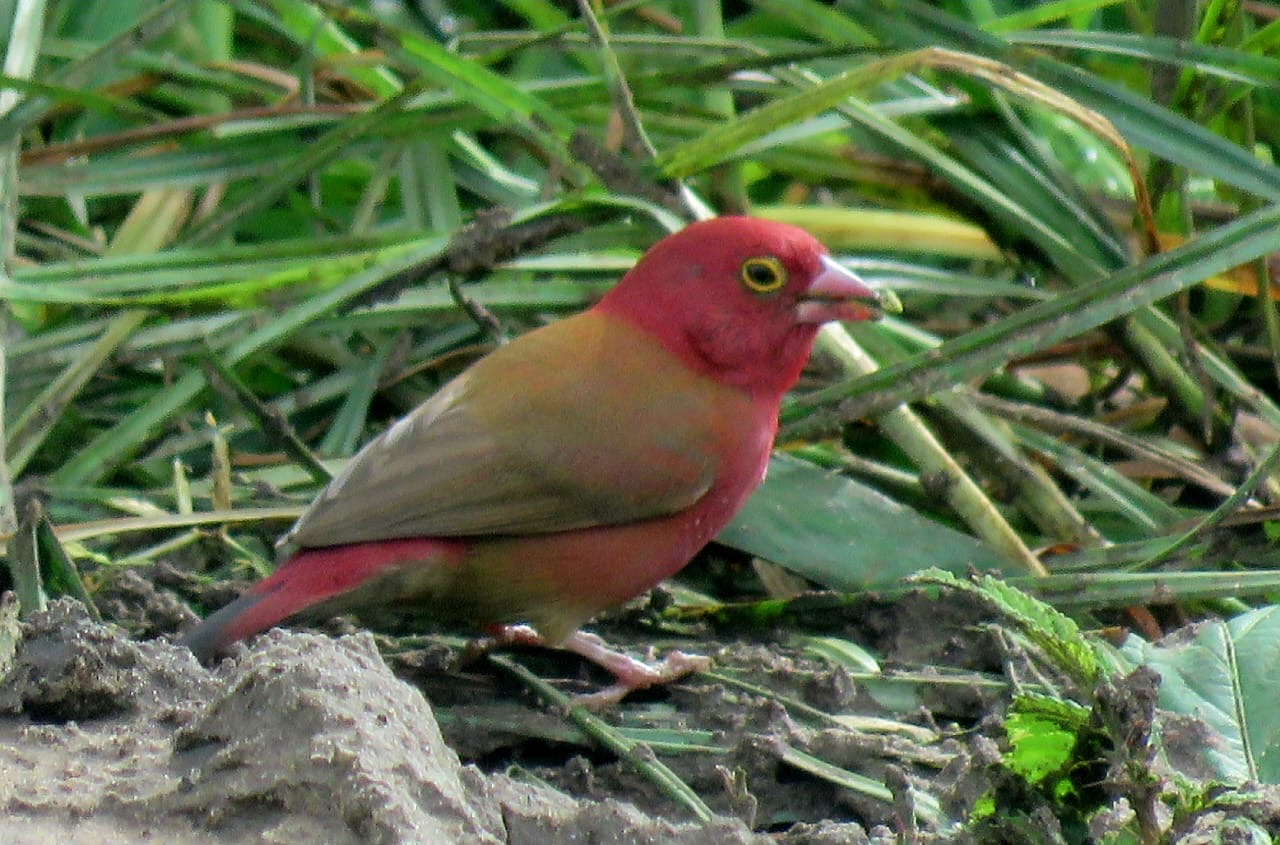
Amarante du Sénégal Parc Safina Sn

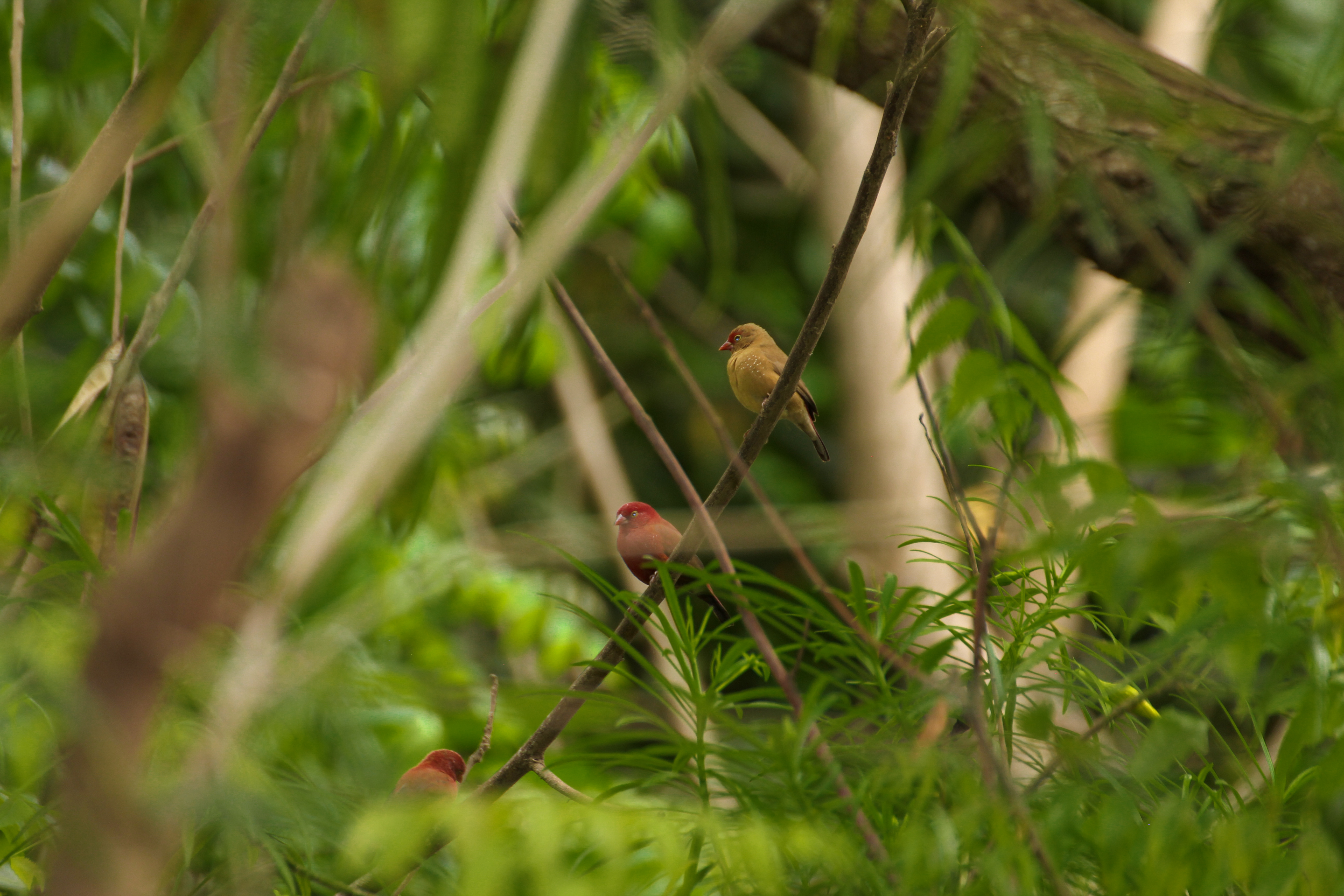
Amarante du Sénégal parc safina

## Sous-espèces
Cet oiseau est représenté par huit sous-espèces :
- Lagonosticta senegala brunneiceps (Sharpe, 1890)[3];
- Lagonosticta senegala guineensi ;
- Lagonosticta senegala pallidicrissa (Hartert, 1898)[4];
- Lagonosticta senegala rendalli ;
- Lagonosticta senegala rhodopsis ;
- Lagonosticta senegala ruberrima (Reichenow, 1903)[5];
- Lagonosticta senegala senegala ;
- Lagonosticta senegala somaliensis (Salvadori, 1894)[6];